# Рейчел Гріффітс
Рейчел Енн Гріффітс  (англ. Rachel Anne Griffiths; нар. 18 грудня, 1968 року, Мельбурн, Вікторія, Австралія) — австралійська актриса та режисерка. Має Орден Австралії (АМ, 2020). Свою акторську кар'єру розбудовувала як в австралійській кіноіндустрії, так і в американській. Знімається переважно у ролях другого плану. Здобула відомість завдяки зйомкам у фільмах «Весілля М'юріел» (1994), «Весілля мого найкращого друга» (1997), Гіларі і Джекі (1998), «Кокаїн» (2001), а також телесеріалам «Клієнт завжди мертвий» (2001—2005) та «Брати і сестри» (2006—2011).
За свою дебютну другорядну роль у комедійному фільмі «Весілля М'юріел» 1994 року, Гріффітс отримала премію «AACTA» в категорії «Найкраща акторка в ролі другого плану». У 1999 році Рейчел стала номінанткою на премію «Оскар» в категорії «Найкраща жіночу роль другого плану» за роль Гіларі Дю Пре у фільмі «Гіларі і Джекі». З 2001 по 2005 рік Рейчел Гріффітс грала роль Бренди Ченовіт у телесеріалі «Клієнт завжди мертвий», за яку у 2002 році отримала премію «Золотий глобус» у категорії «Найкраща жіноча роль другого плану у телесеріалі». Впродовж 2006—2011 років була частиною акторського складу телесеріала «Брати і сестри», за свою роль була двічі номінована на премію «Золотий глобус» у категорії «Найкраща жіноча роль другого плану у телесеріалі» у 2008 та 2009 році, а також на прайм-тайм премію «Еммі» у категорії «Найкраща акторка другого плану у драматичному телесеріалі» за 2007 та 2008 рік.

## Біографія

### Ранні роки життя
Рейчел Гріффітс народилась 18 грудня 1968 року та провела своє раннє дитинство на південно-східному узбережжі Австралії у місті Голд-Кост. Її батьками були Анна та Едвард Гріффітс. Також у Рейчел було два старших брата Бен і Семюель. Мати Рейчел разом з дітьми переїхали до Мельбурна, на той час Рейчел була у п'ятирічному віці.
З дитинства Гріффітс виховувалась у католицькій вірі. Навчалась у приватній денній католицькій школі для дівчат «Морська Зірка» (Star of the Sea College) в передмісті Мельбурна — Брайтон. Ще в дитинстві вперше відчула потяг до акторської справи та прагнення стати актрисою після перегляду американського мінісеріалу «Коріння» (Roots). Після школи продовжила навчання в Коледжі Вікторії (Victoria College, Melbourne) де здобула початкове академічне звання Бакалавр освіти по дисциплінам драма і танці. Після цього сподівалась завершити вищу освіту та отримати ступінь магістра в Національному Інституті Драматичного Мистецтва (National Institute of Dramatic Art), але їй відмовили у вступі, тому Рейчел приєдналась до гастролюючої театральної трупи Woolly Jumpers з міста Джилонг, у складі якої отримала свій перший акторський досвід. У 1991 році вже виступала на мистецькому фестивалі Мельбурна (Melbourne Fringe Festival) зі своїм власним сольним шоу Barbie Gets Hip.

### Кар'єра

#### 1993–2000: Початок кар'єри та визнання критиків
Гріффітс розпочала свою акторську кінокар'єру у 1993 році знявшись в австралійському телесеріалі «Секрети». Незабаром у 1994 році дебютувала на великому екрані в комедійному фільмі «Весілля М'юріел», де Рейчел отримала другорядну роль подружки головної героїні, яку грала Тоні Коллетт. Їхня співпраця та взаємодія на знімальному майданчику принесла обом визнання глядачів та прихильність критиків. За роботу над цим фільмом вони отримали премії «ААСТА» та премії «Кінокритики Австралії». Коллетт в категорії «Найкраща акторка», а Гріффітс — «Найкраща акторка другого плану». У 1997 році приєдналась до акторського складу британського фільма «Джуд», головні ролі в якому виконали Кейт Вінслет і Крістофер Екклстон. І вже наступного року здійснила свій акторський дебют в американській кіноіндустрії знявшись у другорядній ролі в фільмі «Весілля мого найкращого друга». У цій стрічці Рейчел мала змогу співпрацювати з Джулією Робертс, Дермотом Малруні та Кемерон Діас, які виконали головні ролі, та повернутись до співпраці з режисером Пі Джей Гоґаном, який був вже знайомий Гріффітс по роботі у фільмі «Весілля М'юріел». Вже у 1998 році отримала номінацію на «Оскар» у категорії «Найкраща жіноча роль другого плану» за свою роботу у британському біографічному фільмі «Гіларі і Джекі» режисера Ананда Такера, де вона зіграла Гіларі Дю Пре — сестру відомої англійської віолончелістки Жаклін дю Пре. Після цього знялась у головній ролі в австралійській комедії «Я, знову я і я» (Me Myself I) 1999 року.

#### 2001–2011: Період роботи в США
У 2001 році Гріфітс знімається в комедійному британському фільмі «Англійський цирюльник» (Blow Dry), її партнерами по зйомкам стали Наташа Річардсон, Алан Рікман, Джош Гартнетт, Білл Наї. Також у 2001 Рейчел доєдналась до акторського ансамблю фільма «Кокаїн» з Джонні Деппом і Пенелопою Крус у головних ролях. В цьому ж році вона починає зніматись в одній з головних ролей драматичного телесеріалу канала HBO «Клієнт завжди мертвий». Виконання ролі Бренди Ченовіт за 5 сезонів шоу принесла Рейчел премію «Золотий глобус» у категорії «Найкраща жіноча роль другого плану у серіалі» у 2002 році, премію «Гільдії кіноакторів» у категорії «Найкращий акторський склад у драматичному серіалі» у 2003 та 2004 роках, а також премію «ААСТА» в категорії «Найкраща міжнародна акторка» у 2006 році. Гріффітс була задіяна чи не в кожній серії проєкту, простивши лише 4 епізода в третьому сезоні через свою першу вагітність. Її друга вагітність припала на фінальний сезон і була задіяна в серіалі. В період зйомок «Клієнт завжди мертвий», Рейчел час від часу з'являється в різноманітних фільмах: «Новачок» (The Rookie, 2002), «Банда Келі» (2003), «Крок уперед» (2006) та інших.
У 2006 році Гріфіттс починає зніматись у телесеріалі «Брати і Сестри», виконуючи одну з головних ролей. За цю роль Рейчел отримала дві номінації на премію «Еммі» у категорії «Найкраща акторка другого плану в драматичному телесеріалі» у 2007 та 2008 роках. А також 2 номінації на премію «Золотий Глобус» у категорії «Найкраща жіноча роль другого плану серіалу» у 2008 та 2009 році. Серіал налічував 5 сезонів і транслювався до 2011 року. Рейчел була задіяна у зйомках від початку до самого кінця.

#### 2012–2020: Повернення до Австралії
У 2012 році Рейчел Гріффітс повертається на батьківщину в Австралію. Після закінчення зйомок у телесеріалі «Брати і сестри» (2006-2011), в одному з інтерв'ю вона висловлює бажання менше працювати і більше проводити час зі своїми дітьми, тому що за останні роки впродовж роботи над «Клієнт завжди мертвий» та «Брати і сестри» гарувала по «80 годин на тиждень».
У 2015 році Гріффітс дебютує на телебаченні у якості режисерки. Вона знімає три епізода другого сезона австралійської підліткової драми «Загублені».
У 2016 році доєднується до творчого колективу американського мінісеріалу «Коли ми повстанемо», докудрами про права ЛГБТ-спільноти, де зіграла роль медсестри під час епідемії ВІЛ/СНІДу в США у 1970-1980 роках. Того ж року грає невеличку другорядну роль у воєнній драмі Мела Гібсона «З міркувань совісті», за яку була номінована на премію «AACTA» в категорії «Найкраща акторка в ролі другого плану».
У 2020 році виконує одну з головних ролей в телесеріалі від Amazon Prime Video «Здичавілі» (The Wilds).

### Особисте життя
Рейчел Гріффітс вийшла заміж за австралійського художника Ендрю Тейлора 31 грудня 2002 року. Церемонія відбулась в Мельбурні в капелі католицької школи (Star of the Sea College) в якій навчалась Рейчел. У 2003 році у подружжя народився син, Бенжо. Згодом у 2005 році народилась донька Аделейд. Третю дитину, доньку Клем, Гріффітс народила у Лос-Анджелесі в 2009 році. Під час третіх пологів Рейчел ледь не померла від розриву матки. Операції тривали три дні, після чого Рейчел відновилась і одужала.
У 2002 році, Гріффітс заявила що вона атеїстка. Проте у 2015 році в одному з інтерв'ю повідомила, що вона знов доєдналась до католицизму, до віри у якій вона виховувалась в дитинстві.
У 2012 році Рейчел Гріффітс повертається на батьківщину в Австралію, після 10 років плідної праці в США і закінчення зйомок у телесеріалах «Клієнт завжди мертвий» (2001-2005) та «Брати і сестри» (2006-2011).
У 2017 році Рейчел виступила з підтримкою запровадження одностатевих шлюбів в Австралії.
В січні 2020 року на День Австралії була нагороджена національним орденом (АМ).
Вважає себе феміністкою. Підтримує діяльність та є прибічницею харитативної організації «Оксфам» в Австралії.

## Фільмографія
| Рік       |   | Українська назва                                | Оригінальна назва                            | Роль              |
| --------- | - | ----------------------------------------------- | -------------------------------------------- | ----------------- |
| 1993—1994 | с | Секрети                                         | Secrets (Australian TV series)               | Сара Фостер       |
| 1994      | ф | Весілля М'юріел                                 | Muriel's Wedding                             | Ронда Епінсталл   |
| 1994      | с | Джемоін                                         | Jimeoin                                      | різноманітні ролі |
| 1995      | с | Поліцейский порятунок                           | Police Rescue                                | Шеллі             |
| 1996      | ф | Так чинять усі                                  | Così                                         | Люсі              |
| 1996      | ф | Джуд                                            | Jude                                         | Арабелла          |
| 1996      | ф | Мати та тримати                                 | To Have & To Hold                            | Кейт              |
| 1996      | ф | Діти революції                                  | Children of the Revolution                   | Анна              |
| 1997      | ф | Вітаємо у Вуп Вупі                              | Welcome to Woop Woop                         | Сильвія           |
| 1997      | ф | Мій син фанатик                                 | My Son the Fanatic                           | Беттіна/Сандра    |
| 1997      | ф | Весілля мого найкращого друга                   | My Best Friend's Wedding                     | Саманта Ньюхауз   |
| 1998      | ф | Серед велетнів                                  | Among Giants                                 | Геррі             |
| 1998      | ф | Гіларі і Джекі                                  | Hilary and Jackie                            | Гіларі Дю Пре     |
| 1998      | ф | Емі                                             | Amy                                          | Таня Раммус       |
| 1998      | ф | Розлучений Джек                                 | Divorcing Jack                               | Лі Купер          |
| 1999      | ф | Я, знову я і я                                  | Me Myself I                                  | Памела Друрі      |
| 2001      | ф | Та сама Ені-Мері                                | Very Annie Mary                              | Ені-Мері П'ю      |
| 2001      | ф | Кокаїн                                          | Blow                                         | Ермін Джанг       |
| 2001      | ф | Англійський цирульник                           | Blow Dry                                     | Сандра            |
| 2001—2005 | с | Клієнт завжди мертвий                           | Six Feet Under                               | Бренда Ченовіт    |
| 2002      | ф | Родинне пограбування                            | The Hard Word                                | Керол             |
| 2002      | ф | Новачок                                         | The Rookie                                   | Лоррі Морріс      |
| 2003      | ф | Банда Келлі                                     | Ned Kelly                                    | С'юзен Скотт      |
| 2004      | ф | Проста пісня                                    | Plainsong                                    | Меггі Джонас      |
| 2004      | с | Кет та Кім                                      | Kath & Kim                                   | у ролі самої себе |
| 2005      | ф | Ангел Родрігес                                  | Angel Rodriguez                              | Ніколь            |
| 2006      | ф | Крок уперед                                     | Step Up                                      | директорка Гордон |
| 2006—2011 | с | Брати і сестри                                  | Brothers and Sisters                         | Сара Волкер       |
| 2008      | с | Місяць каманчі                                  | Comanche Moon                                | Інез Скалл        |
| 2009      | ф | Прекрасна Кейт                                  | Beautiful Kate                               | Саллі             |
| 2010      | с | Адвокатка                                       | Rake                                         | Едді Ленгхорн     |
| 2011      | ф | Палаючий чоловік                                | Burning Man                                  | Міріам            |
| 2012      | ф | Підпілля: Історія Джуліана Ассанжа              | Underground: The Julian Assange Story        | Крістіна Ассанж   |
| 2013      | ф | Патрік                                          | Patrick                                      | Метрон Кессіді    |
| 2013      | ф | Порятунок містера Бенкса                        | Saving Mr. Banks                             | Геллен Морхед     |
| 2013      | с | Паперові гіганти: Війни журналів                | Paper Giants: Magazine Wars                  | Далсі Болінг      |
| 2013      | с | Табір                                           | Camp                                         | Маккензі Гренжер  |
| 2014      | с | Питання та Відповіді                            | Q&A                                          | у ролі самої себе |
| 2014      | с | Домогосподарники                                | House Husbands                               | Белль             |
| 2016      | ф | Ссавець                                         | Mammal                                       | Маргарет          |
| 2016      | ф | З міркувань совісті                             | Hacksaw Ridge                                | Берта Дос         |
| 2016      | ф | Дитя Озіріса: Перша частина наукової фантастики | The Osiris Child: Science Fiction Volume One | генеральша Лінекс |
| 2016      | с | Бабині літа                                     | Indian Summers                               | Серена            |
| 2016      | с | Баракуда                                        | Barracuda                                    | Саманта Тейлор    |
| 2017      | ф | Не кажи нічого                                  | Don't Tell                                   | Джой Коноллі      |
| 2017      | с | Коли ми повстанемо                              | When We Rise                                 | Даян Джонс        |
| 2018      | с | Вельми везуча                                   | Dead Lucky                                   | Грейс Гіббс       |
| 2019      | с | Суцільний контроль                              | Total Control                                | Рейчел Андерсон   |
| 2020      | с | Здичавілі                                       | The Wilds                                    | Гретчен Клейн     |
| 2021      | с | Посмак                                          | Aftertaste                                   | Марго             |
| 2022      | ф | Дочка короля                                    | The King's Daughter                          | абати́са           |
| 2023      | ф | Будь-хто, крім тебе                             | Anyone But You                               |                   |

## Номінації та нагороди

### Премія «Оскар»
| Рік  | Церемонія | Робота           | Категорія                          | Результат | Ref.  |
| ---- | --------- | ---------------- | ---------------------------------- | --------- | ----- |
| 1999 | 71-ша     | «Гіларі і Джекі» | Найкраща жіноча роль другого плану | Номінація | [ 2 ] |

### Премія «Золотий Глобус»
| Рік  | Церемонія | Робота                  | Категорія                                                              | Результат | Ref.   |
| ---- | --------- | ----------------------- | ---------------------------------------------------------------------- | --------- | ------ |
| 2002 | 59-та     | «Клієнт завжди мертвий» | Найкраща жіноча роль другого плану серіалу, мінісеріалу або телефільму | Перемога  | [ 15 ] |
| 2003 | 60-та     | «Клієнт завжди мертвий» | Найкраща жіноча роль у телесеріалі — драма                             | Номінація | [ 15 ] |
| 2008 | 65-та     | «Брати і Сестри»        | Найкраща жіноча роль другого плану серіалу, мінісеріалу або телефільму | Номінація | [ 15 ] |
| 2009 | 66-та     | «Брати і Сестри»        | Найкраща жіноча роль другого плану серіалу, мінісеріалу або телефільму | Номінація | [ 15 ] |

### Прайм-тайм премія «Еммі»
| Рік  | Церемонія | Робота                  | Категорія                                                     | Результат | Ref.   |
| ---- | --------- | ----------------------- | ------------------------------------------------------------- | --------- | ------ |
| 2002 | 54-та     | «Клієнт завжди мертвий» | Найкраща жіноча роль у драматичному телесеріалі               | Номінація | [ 33 ] |
| 2003 | 55-та     | «Клієнт завжди мертвий» | Найкраща жіноча роль другого плану у драматичному телесеріалі | Номінація | [ 33 ] |
| 2007 | 59-та     | «Брати і Сестри»        | Найкраща жіноча роль другого плану у драматичному телесеріалі | Номінація | [ 33 ] |
| 2008 | 60-та     | «Брати і Сестри»        | Найкраща жіноча роль другого плану у драматичному телесеріалі | Номінація | [ 33 ] |

### Премія Гільдії кіноакторів
| Рік  | Церемонія | Робота                  | Категорія                                             | Результат | Ref.   |
| ---- | --------- | ----------------------- | ----------------------------------------------------- | --------- | ------ |
| 1999 | 5-та      | «Гіларі і Джекі»        | Найкраща жіноча роль другого плану                    | Номінація | [ 34 ] |
| 2002 | 8-ма      | «Клієнт завжди мертвий» | Найкращий акторський склад у драматичному телесеріалі | Номінація | [ 35 ] |
| 2003 | 9-та      | «Клієнт завжди мертвий» | Найкращий акторський склад у драматичному телесеріалі | Перемога  | [ 16 ] |
| 2004 | 10-та     | «Клієнт завжди мертвий» | Найкращий акторський склад у драматичному телесеріалі | Перемога  | [ 17 ] |
| 2005 | 11-та     | «Клієнт завжди мертвий» | Найкращий акторський склад у драматичному телесеріалі | Номінація | [ 36 ] |
| 2006 | 12-та     | «Клієнт завжди мертвий» | Найкращий акторський склад у драматичному телесеріалі | Номінація | [ 37 ] |

### Премія «AFI»(сучасна ААСТА)
| Рік  | Церемонія | Робота                  | Категорія                             | Результат | Ref.   |
| ---- | --------- | ----------------------- | ------------------------------------- | --------- | ------ |
| 1994 | 36-та     | «Весілля М'юріел»       | Найкраща акторка в ролі другого плану | Перемога  | [ 38 ] |
| 1998 | 40-ва     | «Емі»                   | Найкраща акторка в головній ролі      | Номінація | [ 39 ] |
| 2000 | 42-га     | «Я, знову я і я»        | Найкраща акторка в головній ролі      | Номінація | [ 40 ] |
| 2002 | 44-та     | «Родинне пограбування»  | Найкраща акторка в головній ролі      | Номінація | [ 41 ] |
| 2006 | 48-ма     | «Клієнт завжди мертвий» | Найкраща міжнародна акторка           | Перемога  | [ 42 ] |
| 2007 | 49-та     | «Брати і Сестри»        | Найкраща міжнародна акторка           | Номінація | [ 43 ] |
| 2008 | 50-та     | «Брати і Сестри»        | Найкраща міжнародна акторка           | Номінація | [ 44 ] |
| 2009 | 51-ша     | «Прекрасна Кейт»        | Найкраща акторка в ролі другого плану | Перемога  | [ 45 ] |

### Премія «ААСТА»
| Рік  | Церемонія | Робота                | Категорія                             | Результат | Ref.   |
| ---- | --------- | --------------------- | ------------------------------------- | --------- | ------ |
| 2016 | 6-та      | «З міркувань совісті» | Найкраща акторка в ролі другого плану | Номінація | [ 46 ] |